# Careca-cabeludo
Careca-cabeludo (em russo: лысый — волосатый) é uma anedota política russa, baseada na coincidente relação entre a alternância dos líderes do país e as suas aparências, que vem ocorrendo desde 1825. A história da anedota remete aos tempos do Império Russo, quando o Czar Nicolau I, careca, foi sucedido por Alexandre II, que ostentava uma garbosa cabeleira. A partir de então, os líderes passaram a se revezar entre carecas e cabeludos.
A anedota prevê ainda, ironizando com o fato de Vladimir Putin estar em seu terceiro mandato e ter expandido o mandato para seis anos, que o atual presidente ocuparia a posição do "líder careca" por várias ocasiões.

## Alternância
| Carecas                       | Cabeludos                        |
| ----------------------------- | -------------------------------- |
| Nicolau I (1825-1855)         | Alexandre II (1855-1881)         |
| Alexandre III (1881-1894)     | Nicolau II (1894-1917)           |
| Georgy Lvov (1917)            | Alexander Kerensky (1917)        |
| Vladimir Lênin (1917-1924)    | Joseph Stálin (1924-1953)        |
| Nikita Khrushchov (1953-1964) | Leonid Brejnev (1964-1982)       |
| Iuri Andropov (1982-1984)     | Konstantin Chernenko (1984-1985) |
| Mikhail Gorbachov (1985-1991) | Boris Iéltsin (1991-1999)        |
| Vladimir Putin (1999-2008)    | Dmitri Medvedev (2008-2012)      |
| Vladimir Putin (desde 2012)   | •••                              |